# Mahana – Eine Maori-Saga
Mahana – Eine Maori-Saga (Originaltitel: Mahana, international auch The Patriarch) ist ein neuseeländischer Spielfilm des Regisseurs Lee Tamahori aus dem Jahr 2016. Der Film basiert auf dem Roman Bulibasha: King of the Gypsies des neuseeländischen Schriftstellers Witi Ihimaera von 1994.

## Handlung
Der Patriarch Tamihana Mahana führt als Oberhaupt eines vielköpfigen Clans von Maori-Schafscherern an der Ostküste Neuseelands in den 1960er-Jahren ein strenges Regime. Über Jahrzehnte hinweg verhalf er der Familie zu wirtschaftlichen Erfolgen, schürte aber auch Konflikte und Spannungen. Zum Beispiel besteht eine ausgeprägte Rivalität zwischen den Familien Mahana und Poata.
Tamihanas 14-jähriger Enkel Simeon muss auf Befehl seines Großvaters häufig bei der Hausarbeit und in der Bewirtschaftung der Farm helfen. Zunehmend stellt er dieses Leben in Frage und rebelliert gegen seinen Großvater. Dies gipfelt darin, dass Tamihana Simeon mit dessen Eltern und Geschwistern von seinem Anwesen verbannt und Simeon enterbt. Simeons engere Verwandte müssen nun in einem heruntergekommenen Haus leben, das Großmutter Ramona gehört. Im weiteren Verlauf nimmt Simeon mit Familienmitgliedern an einem Wettbewerb im Schafe-Scheren teil.
Nachdem Tamihana an Krebs gestorben ist, stört die Familie Poata seine Trauerfeier. Um die Situation zu deeskalieren und Gewalt zu verhindern, erhebt Simeon vor den versammelten beiden Familien das Wort und enthüllt dabei ein von ihm kürzlich entdecktes, Jahrzehnte altes Geheimnis seiner Großeltern: Tamihanas jetzige Witwe Ramona war in jungem Alter einst dem jetzigen Poata-Familienoberhaupt versprochen. Jedoch vergewaltigte und schwängerte Tamihana die Rupeni Poata liebende Ramona in ihrem neuen Haus und dann musste Ramona nach patriarchalen Regeln Tamihana heiraten und ihm insgesamt fünf Kinder gebären. Nun bei der Trauerfeier gestehen sich Witwe Ramona und das Poata-Familienoberhaupt öffentlich ihre Liebe.

## Veröffentlichung
Der Film wurde bei der Berlinale 2016 aufgeführt und lief dabei außer Konkurrenz. Erst danach, am 3. März 2016, erfolgte der Kinostart in Neuseeland und Australien, deutscher Kinostart war am 1. September 2016.
Am 12. Januar 2017 erschien der Film als deutsche DVD-Ausgabe beim Verleih Prokino. Deutsche Fernseh-Erstausstrahlung war am 21. Juni 2019 bei Arte.

## Kritiken
„Jetzt kehrt Tamahori zurück in seine Heimat, mit einem Film, der die angenehm altmodische Ruhe eines klassischen Westerns mit der archaischen Wucht eines Königsdramas und den leidenschaftlichen Gefühlen eines Liebesmelodrams verschmilzt.“

„So wird ‚Mahana‘, reichlich ausgestattet mit Humor und nostalgischen Details, zum saftigen Breitwand-Epos mit einigen Western-Anspielungen – gerät jedoch zum Ende hin leider zunehmend sentimental. Dennoch: Schön, wie hier ein breites Publikum mit dem puritanisch arbeitsamen Leben der indigenen Schafscherer-Clans vertraut gemacht wird – ganz diesseits vom Global-Neuseeländer Peter Jackson und seiner Tolkien’schen Mittelerde.“

Der Film-Dienst beurteilte das Werk als eine „geradlinig inszenierte, einnehmend erzählte Familiensaga aus Neuseeland mit eindrücklichen Figuren.“
In der FAZ beurteilte Claudia Reinhard den Film als „ein etwas zerfasertes, klassisches Melodram, das überall in Gesellschaften spielen könnte, in denen die persönliche Freiheit durch autoritäre Herrschaftsstrukturen unterdrückt wird.“
In der WELT resümiert Marie-Luise Goldmann: „Diese Verknüpfung von individueller Unterdrückung und deren Auswirkungen auf die Gesamtheit gelingt Lee Tamahori so gut, dass man gerne verzeiht, wie simpel und vorhersehbar der Erzählstrang hier ist. Und dann ist da ja auch noch die Schafschur, allein schon für die lohnt es sich, ins Kino zu gehen.“